# Delantal médico
El delantal médico es un implemento para higiene y protección durante la práctica médica y de la salud. Barrera física contra contaminación propia o para evitar ser un medio de contagio de los diferentes agentes patógenos existentes en cada individuo (pacientes, médicos, enfermeras, paramédicos, etc.)

## Historia de la medicina: Desarrollo y evolución del delantal médico
El delantal blanco fue usado por primera vez en el siglo XIX por los médicos que trabajaban en el laboratorio. Antes, los hospitales y sanatorios eran lugares donde prácticamente se Iba a morir. Sin embargo, con los avances médicos del siglo XIX, los pacientes comienzan a sobrevivir y a mejorar notablemente, por lo que el delantal blanco pasa a ser un símbolo de la curación y de la autoridad.
Durante la historia de la práctica médica se ha acompañado de distintos elementos para su ejercicio, sin duda alguna uno de los más notorios y sin mayores cambios es el delantal. Se hace referencia desde tiempos remotos, el uso de ropas apropiadas para la atención de la salud, siendo este el elemento icónico de ellos para la práctica médica.
Es una herramienta, un símbolo, un distintivo, un uniforme. Su valor recae en la importancia ética-moral que el usuario desea otorgarle; es más que un accesorio, sino que una pieza de individualismo universal que se correlaciona con las tradiciones de la antigüedad y el reflejo de la salud misma: inmaculada, pura, sin marchas, funcional.

## Definiciones

### Delantal
Prenda protectora externa que cubre sobre todo la parte frontal del cuerpo. Puede ser usado por razones higiénicas, así como para proteger la ropa frente al desgaste y el desgarro. El delantal es comúnmente una parte del uniforme de varios tipos de trabajo, incluyendo camareros, enfermeras, médicos y trabajadores domésticos. Los delantales también se usan en muchos establecimientos comerciales sobre todo de cuerpo entero para proteger las ropas contra el desgaste. También se usan mucho para cocinar, sobre todo para cocineros noveles.
Además de tela, los delantales se pueden fabricar de una gran variedad de materiales. Los delantales de goma son utilizados comúnmente por las personas que trabajan con productos químicos peligrosos, y los delantales de plomo son usados generalmente por personas como radiólogos que trabajen cerca de radiación. Los delantales como los usados por los carpinteros pueden tener muchos bolsillos para sostener las herramientas. Los que son a prueba de agua, hechos de PVC, son convenientes para lavar los platos y cocinar.

### Práctica médica
El ejercicio profesional de un médico debe ser la expresión de su formación integral, en la que a sus valores éticos y morales va agregando, a lo largo de toda su vida: conocimientos, habilidades y destrezas que pone al servicio del paciente.
Es la constancia entre valores éticos y morales y su ejercicio profesional, lo que le hace digno de tener la confianza de la sociedad y de sus pacientes. Los pacientes deben poder confiar a los médicos su salud. Para justificar esa confianza, el profesional médico tiene el deber de mantener un buen nivel de un buen nivel de conocimientos y práctica, mostrando en todo momento, el máximo respeto por la dignidad y la vida humana. La Doxa y la praxis deben conjugarse en la labor del profesional, lo que beneficia, indudablemente, a las personas a las cuales dedica su labor.

### Iconos
Iconos fundamentales del gremio médico: el fonendoscopio, el maletín negro, el espejo frontal y el delantal blanco.

## Origen
En los archivos históricos que existen frente a los elementos de uso médico se hace referencias a que el blanco fue usado por primera vez en el siglo XIX por los médicos que trabajaban en el laboratorio.[cita requerida] En la antigüedad, los hospitales y sanatorios eran lugares donde prácticamente se Iba a morir. 
Sin embargo, con los avances médicos y conocimientos microbiológicos del siglo XIX, los pacientes comienzan a sobrevivir y a mejorar durante el curso de las enfermedades que antiguamente se les consideraban como males terminales, por lo que el delantal blanco pasa a ser un símbolo de la curación y de la autoridad. La visión del médico como un científico y no como un matasanos comienza a dar origen al delantal blanco, que se superponía a los cimientos de causas científicas para su uso.
A pesar de lo anterior en épocas egipcias se evidencia el uso de ropajes que debieron ser atribuidos como delantal, puesto que se representa en las paredes de ciertas construcciones religiosas donde se aprecia a los sacerdotes que ejercían la práctica médica usando un modesto vestido que podía ser largo o corto, siendo este último el retratado con mayor frecuencia, ergo el más utilizado. Como en esos tiempos la mayoría de los ropajes se obtenían del lino es ineludible que uno de los primeros materiales a partir de los que se confeccionó el delantal fue el lino.[cita requerida]

## Desarrollo y evolución
Como se ha explicado con anterioridad, las evidencias gráficas de la práctica médica y los relatos de los textos históricas indican que el delantal es reconocido como herramienta desde tiempos remotos y su evolución no ha sido muy significativa sino hasta los últimos dos siglos donde la evolución de la tecnología y los tecnicismos ejecutoriales para aquello se vieron ampliamente magnificados.
En la antigüedad egipcia se reconoce entonces el uso de un vestido preferentemente corto de lino como delantal, el cual era usado por los sacerdotes durante todo el día, no exclusivamente para los procedimientos.[cita requerida] Por aquel motivo desde ese instante se le otorga un sentido de autoridad y respeto místico.[cita requerida]
Durante la era griega y romana se reconoce el uso de túnicas o togas de costuras sencillas a ambos costados, y el material empleado era el algodón.[cita requerida] Era usado por los médicos como una herramienta y como un símbolo de autoridad, conocimiento y erudición del saber fisiológico humano.[cita requerida] Claro está que para los romanos su atraso en cuanto a la práctica y el conocimiento médico no alcanzaban a sacias los requerimientos de su población, ergo todos estos caracteres desarrollados por los griegos fueron heredados y traídos al cuero de Roma por doctores inmigrantes de la Grecia moderna en cuanto a la medicina.
Para la Edad Media se había disociado el concepto del delantal, siendo usado de formas distintas según las situaciones a las que hacía frente la práctica médica. Los uniformes negros, símbolos de muerte y de desgracia, se cambian por blancos en las enfermeras, ya que el color tiene una fuerte asociación y simbolismo con la pureza, la vida, con la bondad y el sentido de protección y seguridad. El delantal blanco transmite una sensación de seguridad para el paciente, con un fuerte efecto tranquilizante.[cita requerida]
Durante los periodos de las “plagas malditas” (ej. peste negra) el uso del delantal se asoció directa e inconscientemente a la técnica de aislamiento por contacto, donde para tratar a los infortunados y desvalidos afectados por la implacable plaga era necesario proveer al cuerpo de largas túnicas negras.[cita requerida] El propósito de tales características tan opuestas a las señaladas de los delantales de la antigüedad era como diferenciaba el tipo de médico o la clase de atención que proporcionaría, se distinguía a primera vista que el personaje que vistiera de dicha forma acudiría a atender a aquellos desvalidos que se veían exiliados por la crudeza de la sociedad y la evolución de su enfermedad.[cita requerida]
Ya para el Renacimiento, la ilustración y la iluminación del conocimiento médico se comienza a enfatizar las razones concretas y biológicas del porqué del uso de este instrumento, sin restar importancia a su significado implícito y el porqué de su color.[cita requerida]
Con la evolución de la tecnología y el conocimiento de los animálculos, se pudo dar a conocer que una de las principales razones aparte de proteger el porte del médico también era inexorable el reconocimiento de que formaba parte de una barrera contra la infección tanto para el médico como para su paciente. Sin embargo hasta ese momento la variación de materiales para su confección no presentó mayor cambio que permanecer el uso del algodón como primera y única fuente para su ejecución.
Actualmente contamos con diferentes modelos, tipos de materiales y distintos estilos para el propósito del delantal.
Uno de los principales cambios fue la introducción del polímero para la confección de textiles, la ventaja de aquellos es que como materia inerte daría un menor asiento a los microorganismos que pudieran poner en peligro la inmunidad tanto de médico como del paciente. Pero no por ello deja de tener efectos adversos, entre los que encontramos el aumento de los niveles de contaminación, puesto que al estar constituidos sobre un 70% de polímeros se les otorga la capacidad de ser desechados una vez que se ha acabado de utilizarlos. Pero sin duda alguna una de las afecciones más perjudiciales que pueden surgir debido a la naturaleza de este material es la evolución y/o presentación de episodios alérgenos de tipo cutáneo como reacción directa a los polímeros.

## Tipos
Hay básicamente 3 diferentes usos del delantal blanco durante la práctica médica, de entre los cuales se presentan:
- En el laboratorio: Tal como se comentó previamente, probablemente el origen inicial del delantal blanco estuvo en los laboratorios del siglo XIX. En este siglo es que la medicina empírica y curandera comienza a convertirse en medicina científica, con los avances realizados en la experimentación dentro de los laboratorios. Los médicos se muestran como científicos, para lograr el prestigio que deseaban. El delantal blanco comienza a usarse en todos los laboratorios como signo de pureza y de dedicación científica. En los albores del siglo XX, la formación médica comienza a incluir fuertemente el estudio en laboratorio empleando delantales blancos, con lo que empieza a emerger la asociación estereotipada entre el delantal blanco y la preparación científica de los médicos, capaces de manejar con seguridad y precisión las diferentes enfermedades que existen en nuestro mundo. Como una consecuencia obvia, todo el público comienza a asociar a los médicos con el delantal blanco, adquiriendo este gremio un respeto y una autoridad que prácticamente ninguna profesión tenía.[cita requerida]
- En el pabellón quirúrgico: En las fotos y cuadros médicos del siglo XIX referentes al pabellón de operaciones, ya se destaca que tanto los cirujanos como las enfermeras empiezan a usar el delantal blanco, ya sea como protección al paciente de una contaminación por el médico, o para proteger al médico de una determinada operación contaminante. Las mascarillas y guantes aún no se empleaban. Para mantener una rigurosa asepsia, el delantal blanco se alarga, incluso con una abertura trasera para una mayor protección estéril. Posteriormente, ya en años recientes, se cambió el color blanco de los delantales y de los paños quirúrgicos por el color azul o verde, que es más agradable y que hace descansar más los ojos del cirujano, ya que el blanco irradia mucho brillo. En la década del 60, en los Hospitales Ministeriales se usaba exclusivamente el blanco en todos los paños del pabellón, así como en el delantal.[cita requerida]
- En las salas de pacientes, policlínico y consulta: El paulatino cambio que ocurrió en los hospitales desde centros de fallecimiento a centros de vida, hizo cambiar el color negro de muerte y luto por el color blanco, de esperanza y de vida, que empleó todo el personal sanitario del Hospital. El sentido del delantal blanco pasó a ser un signo de curación. Los antiguos cirujanos y alumnos que asistían a clases y a la atención hospitalaria cambian su vestimenta callejera por el delantal blanco y pantalones blancos, con lo que se asoció a limpieza y asepsia. En las consultas los médicos atienden con pulcritud y dedicación a sus pacientes con delantal blanco.

## Presente
A pesar del enorme cambio que ha ocurrido en la sociedad en cuanto a la percepción de los hospitales como centros de excelencia en cuanto a mejora y curación, el delantal blanco del personal médico es visto con admiración y agrado por la mayoría de los pacientes: En un estudio reciente del 2004 en Londres,[¿cuál?][cita requerida] se hizo una encuesta entre los pacientes si los doctores deben usar o no el delantal blanco.[cita requerida] La respuesta en su inmensa mayoría fue afirmativa. Sin embargo, en un estudio del British Medical Journal en 1991[¿cuál?][cita requerida] se comprobó, al examinar el delantal blanco de un centenar de médicos, una contaminación importante en los puños y en los bolsillos. Por otra parte, en la consulta privada y debido a este fuerte simbolismo de autoridad, varios psiquiatras y pediatras[¿quién?] han dejado de usar el delantal blanco en sus consultas: A estos autores le parece que es razonable que en algunas especialidades los médicos no usen el delantal blanco en sus consultas, pero en la atención de pacientes adultos creen que es fundamental su uso, por todos los motivos ya expuestos.[cita requerida]

## Consolidación
Actualmente no se concibe la práctica médica sin el uso de algún tipo de delantal (dependiendo de cual sea el contexto del uso), y muchos hospitales en todo el planeta han dictado normas al respecto o han asumido la importancia de que el uso del delantal pase a ser normativo: por lo tanto este ya no es solo un mecanismo ejecutorial o un accesorio, sino un ritual pautado bajo las normativas que se entrecruzan en la totalidad del mundo de la medicina.
Un ejemplo clásico de la normativa del uso del delantal sería: El delantal tiene dos caras, la interna (limpia) y la externa (contaminada).
- Se considera: cuello y cara interna = limpio

cintas de la cintura y cara externa = contaminado
- El delantal debe ser de manga corta y hallarse en buen estado.
- Los delantales deben ser cambiados al menos una vez al día, o antes si se mojan o se ensucian.
- Deben permanecer colgados de forma individual en perchas.

## Proyección futura
La principal intervención o modificación viable para la vida útil del delantal médico no yace con tanta importancia en su estilo, modelo, o tipo de cortes estructurales, sino que más bien es factible el poder usar materiales de origen mineral para crear tela con fibras que lo contengan y así obtener una herramienta más inteligente.
En la modernidad estructural de las herramientas médicas está muy en boga el uso de materiales inertes tales como el cobre, este material viene con mucha fuerza como el principal elemento constitutivo de materiales y estructuras así como camillas e inclusive pabellones donde todos los instrumentos metales (a excepción de las herramientas quirúrgicas) han sido recubiertos o combinados con este metal. La razón es porque tiene una muy baja fijación de microorganismos, ergo baja la tasa de enfermedades asociadas a la atención de salud, siendo aún más viable puesto que este material se encuentra en abundancia en nuestro país.[¿dónde?]